# Elio Di Rupo

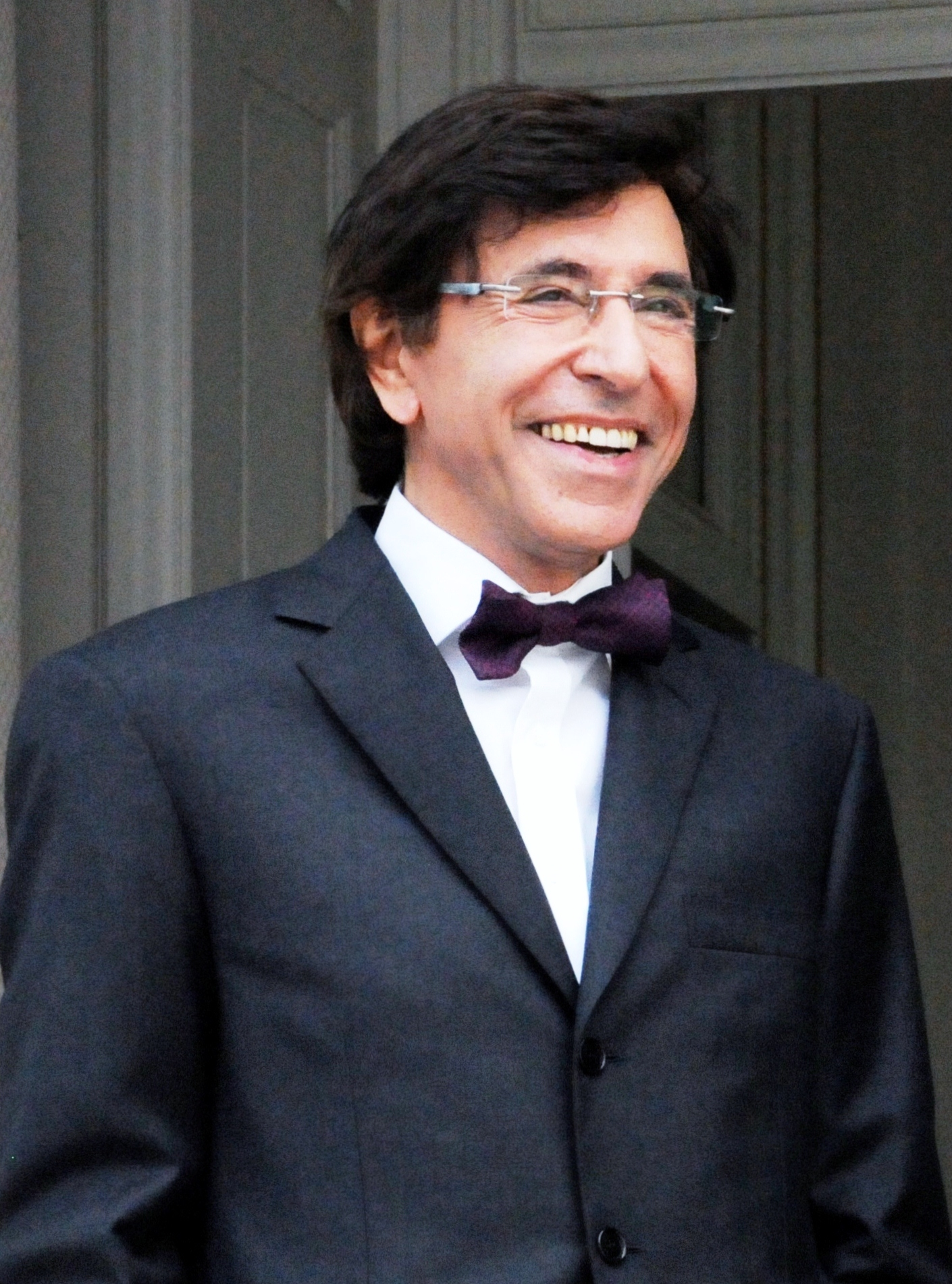
Elio Di Rupo, prim-ministru al Belgiei în anii 2011-2014

Elio Di Rupo (n. 18 iulie 1951, Morlanwelz, Valonia) este un politician social-democrat belgian, de origine italiană, prim-ministru al Belgiei în fruntea unui guvern de largă coaliție în perioada 6 decembrie 2011 - 11 octombrie 2014, iar din 2019 președintele guvernului regiunii Walonia. Di Rupo a fost primul politician din rândurile populației francofone care 
a condus guvernul Belgiei de la Paul Vanden Boeynants în 1979, și primul premier socialist de la Edmond Leburton în 1974. Totodată, a fost cel dintâi premier belgian provenind dintr-o familie de emigranți nebelgieni și primul bărbat homosexual declarat, care a condus treburile unui stat în epoca modernă. Între 2014-2019  Di Rupo a fost președintele Partidului Socialist din Belgia.

## Copilăria și studiile
Elio Di Rupo s-a născut in 1951 la Morlanwelz-Mariemont în regiunea valonă, din părinți italieni, originari din comuna San Valentino in Abruzzo Citeriore din Abruzzi, și care au emigrat în anul 1947 în Belgia.
Tatăl său a murit curând într-un accident de circulație în iulie 1952, și mama, rămasă văduvă, a trebuit să se ocupe singură de familia care număra șapte copii. Trei dintre copii au fost plasați temporar într-un orfelinat din apropiere. La vârsta de 12 ani Di Rupo a fost trimis la un internat. Din pricina unor probleme de sănătate, a trebuit să repete primul an de liceu, dar ulterior s-a distins la învățătură și a studiat chimia la Universitatea din Mons, unde a terminat cu titlul de doctor.
Apoi s-a perfecționat vreme de doi ani la Universitatea Leeds din Anglia.
Încă în vremea studiilor Di Rupo a devenit activ în cercurile Partidului Socialist.

## Cariera politică
Di Rupo a aderat la Partidul Socialist Belgian in timpul studiilor pentru al doilea titlu universitar la Universitatea din Mons. În anii 1982-1985  și în anii 1988-2000 a fost ales din partea acestui partid în consiliul municipal al orașului. 
În anii 1999-2000 și 2005-2007 a ajuns șef al guvernului Valoniei.
În 1987 a fost ales în Camera deputaților a Belgiei iar după doi ani a fost pentru scurtă vreme deputat în Parlamentul European.
În 1991 a fost ales senator, dar la scurtă vreme după aceea, în 1992, a intrat în guvern ca ministru al educației și al comunicațiilor pentru comunitatea francofonă. 
În 1994 Di Rupo a fost vicepremier, ministru al transportului și ministru reponsabil pentru societățile guvernamentale. 
După alegerile din 1995 el a rămas în postul de viceprim-ministru și a primit portofoliul economiei și comunicațiilor.
În același an Di Rupo a semnat acordul de unire a companiei belgiene de navigatie aeriană Sabena cu compania aviatică elvețiană Swissair care, în cele din urmă s-a terminat lamentabil prin intrarea în faliment a ambelor companii și concedierea a mii de salariați.
În anul 1996 un prostituat de sex bărbătesc l-a acuzat pe Di Rupo ca i-a plătit pentru servicii sexuale în vremea când încă era minor. Acuzația, care putea să distrugă cariera politică a lui Di Rupo, a fost însă infirmată de ancheta de poliție care a urmat.
În anul 2000 Di Rupo a fost ales primar al orașului Mons. În aceeași perioadă, 1999-2001, și apoi, în 2011-2014 a fost președintele Partidului Socialist Belgian.
Din 2019 a fost ales din nou la conducerea guvernului Waloniei.

## Prim ministru
După o criză guvernamentală lungă de 541 zile, în care Belgia nu a avut un guvern din cauza unor conflicte profunde între populația de limba flamandă (neerlandeză), în general mai solidă din punct de vedere economic, și populația francofonă, care erau cât pe ce să ducă la dezmembrarea regatului belgian, Di Rupo a izbutit să formeze o coaliție largă de șase partide. Cabinetul pe care l-a alcătuit a cuprins reprezentanți ai socialiștilor (partidul său, având 26 deputați), ai liberalilor și ai conservatorilor. Guvernul a cuprins 13 miniștri, inclusiv Di Rupo, dintre care 6 reprezentanti ai comunității francofone și 6 ai comunității vorbitoare de flamandă. Partidul cel mai mare din parlament, partidul separatist de dreapta Alianța neo-flamandă cu 27 deputați, în frunte cu Bart de Wever, nu a aderat la coaliție.

## Viața privată
Elio Di Rupo se consideră ateu și este membru într-o lojă francmasonă. 
Vorbește curent franceza și italiana. După ce a preluat conducerea guvernului și-a perfecționat flamanda într-un mod considerabil.
În anul 1996 a făcut publică orientarea sa homosexuală.